# Moon Ye-won
Moon Ye-won (en hangul, 문예원; nacida el 10 de septiembre de 1991) es una actriz y modelo surcoreana.

## Carrera
Moon comenzó su carrera a una edad relativamente tardía, aunque su pasión por la actuación había comenzado pronto: «en un festival de secundaria, bailé Tell Me con mis amigos en el escenario y esa fue la primera vez que descubrí la alegría de estar subida en él». De este modo, y pese a ser una estudiante brillante que incluso saltó un curso en secundaria, llegado el momento renunció a ir a la universidad para dedicarse a la actuación. Durante los estudios de secundaria pasó un año en el extranjero, en Fiyi, para entrenarse en golf, y es que este deporte fue su primera pasión antes de llegar al baile y la actuación. También estudió en Estados Unidos, gracias a lo cual posee un buen dominio de la lengua inglesa. Tras graduarse en secundaria se dedicó plenamente a la danza y llegó a dirigir un grupo de veinte componentes especializado en baile callejero. Sin embargo, tuvo que abandonar el baile por las secuelas que le dejó una meningitis. Poco tiempo después, a los 26 años, ingresó en el departamento de Televisión y Entretenimiento de la universidad Dongduk, donde se graduó mientras comenzaba su carrera como actriz.
Debutó en cine en el año 2018, con el papel de Charlotte en la película de terror Gonjiam. Fue la primera audición a la que se presentaba, y lo hizo aun sin tener ninguna afinidad por el género de terror. Cuando fue elegida estudió el tipo de personajes viendo por primera vez cine del género. El éxito de taquilla del filme hizo de ella un rostro conocido por el público, ya en su primer trabajo.
También fue 2018 el año del debut en televisión. Tuvo un pequeño papel, el de Choi Mi-sun, en la serie de MBC Children of Nobody. Al año siguiente fue la propietaria de una café, y jueza frustrada, Nam Seol-hee, en la serie de comedia legal Legal High.
En diciembre de 2018 la actriz firmó un contrato de representación exclusivo con la agencia Puzzle Entertainment. El 12 de junio de 2020 Moon pasó a Will Entertainment. De ese mismo año es su aparición en la serie Hienas, donde actúa en el episodio 10 junto a la protagonista Kim Hye-soo, con el papel de una mujer víctima de abusos.
En 2021 rodó simultáneamente dos nuevas series: Happiness y One Ordinary Day, dando pruebas de versatilidad con dos personajes muy diversos: Woo Sang-hee, la jefa de Consultoría Dermatológica en la primera, y Kang Da-kyung, una intrépida periodista en la segunda.
Entre septiembre de 2022 y marzo de 2023 se emitió en KBS2 Three Bold Siblings, una serie de fin de semana de 51 capítulos donde Moon es Lee Sang-min, una joven al principio vanidosa y egoísta cuyo carácter va evolucionando. Tras el final del rodaje, a mediados de marzo de 2023, la actriz declaró que la serie le había aportado mucho en términos de crecimiento profesional y aumento de popularidad.

## Filmografía

### Cine
| Año   | Título                      | Hangul   | Papel                         | Notas | Ref.          |
| ----- | --------------------------- | -------- | ----------------------------- | ----- | ------------- |
| 2018  | Gonjiam                     | 곤지암   | Charlotte                     | Debut | [ 3 ] [ 14 ]  |
| 2018  | Illang: La brigada del lobo | 인랑     | Mujer con un vestido elegante |       | [ 15 ] [ 16 ] |
| Prog. | Melomance                   | 멜로망스 |                               |       | [ 17 ]        |

### Series de televisión
| Año     | Título                     | Papel         | Canal        | Notas     | Ref.          |
| ------- | -------------------------- | ------------- | ------------ | --------- | ------------- |
| 2018    | Children of Nobody         | Choi Mi-sun   | MBC          |           | [ 18 ]        |
| 2019    | Legal High                 | Nam Sul-hee   | JTBC         |           | [ 6 ] [ 19 ]  |
| 2020    | Hienas                     | Baek Woon-mi  | SBS, Netflix | Ep. 10    | [ 20 ] [ 21 ] |
| 2021    | Happiness                  | Woo Sang-hee  | tvN          |           | [ 22 ] [ 23 ] |
| 2021    | One Ordinary Day           | Kang Da-kyung | Coupang Play | Serie web | [ 24 ]        |
| 2022-23 | Three Bold Siblings        | Lee Sang-min  | KBS2         |           | [ 25 ] [ 26 ] |
| 2022    | Love Is for Suckers        | Ahn So-yeon   | ENA          |           | [ 27 ]        |
| 2022    | La vida fabulosa           | Seo-jin       | Netflix      | Serie web |               |
| 2023    | Moon in the Day            | Choi Na-yeon  | ENA          |           | [ 28 ] [ 29 ] |
| 2024    | Ella de día, otra de noche | Tak Cheon-hee | JTBC         |           | [ 30 ] [ 17 ] |